# 沃尔韦拉
沃尔韦拉（義大利語：Volvera），是意大利皮埃蒙特大区都靈廣域市的一个市镇。总面积20.94平方公里，人口8622人，人口密度411.7人/平方公里（2009年）。ISTAT代码为001315。